# ماثيو نايت
ماثيو نايت (بالإنجليزية: Matthew Knight)‏ مواليد 31 مايو 1985، هو لاعب كرة سلة أسترالي بدأ مسيرته الاحترافية في سنة 2007 يلعب في الدوري الأسترالي لكرة السلة ويحمل الرقم 9.

## روابط خارجية
- ماثيو نايت على موقع الاتحاد الدولي لكرة السلة (الإنجليزية)
- ماثيو نايت على موقع كرة السلة الأوروبية.كوم (الإنجليزية)
- ماثيو نايت على موقع كلية كرة السلة في سبورتس رفرنس.كوم (الإنجليزية)
- ماثيو نايت على موقع ريلجم (الإنجليزية)
- ماثيو نايت على موقع بروبوليرز (الإنجليزية)
- ماثيو نايت على موقع سبورتس رفرنس (الإنجليزية)